# Guerra de Kalmar
La guerra de Kalmar fue un conflicto bélico que tuvo lugar entre 1611 y 1613 enfrentando a Dinamarca (que incluía a Noruega) y Suecia. 

## Contexto
Dinamarca dominaba el estrecho entre el mar Báltico y el mar del Norte (Estrecho del Sund), hecho que le reportaba cuantiosos beneficios en concepto del cobro de peajes. Suecia buscaba una ruta comercial alternativa para evitar pagar dicho peaje a los daneses a través del norte de Noruega. Suecia buscó controlar la ruta terrestre a través de la escasamente poblada Laponia. En 1607, Carlos IX de Suecia se declaró así mismo «Rey de los lapones de Nordland», comenzando a recaudar tributos en territorio noruego, incluso al sur de Tromsø.
Dado que los peajes del Sund constituían la principal fuente de ingresos para Dinamarca, esta no estaba dispuesta a aceptar rutas comerciales alternativas, particularmente cuando esta fue establecida a través de territorio noruego, y por ello Dinamarca protestó.

## Invasión danesa
Carlos IX ignoró las protestas del rey Cristián IV de Dinamarca. Finalmente, en 1611, como respuesta a las pretensiones suecas sobre esta área del norte de Noruega, Dinamarca invadió Suecia. Una fuerza de 6.000 hombres sitió la ciudad de Kalmar, tomándola finalmente. Sin embargo, a las fuerzas noruegas estacionadas en la frontera se les dieron instrucciones para no entrar en Suecia.
El 20 de octubre Carlos IX moría, siendo sucedido por su hijo Gustavo Adolfo. Recién entronizado, este buscó la paz, pero Cristián IV vio la oportunidad de aumentar sus victorias, fortaleciendo sus fuerzas en el sur de Suecia.
Inglaterra y las Provincias Unidas también estaban involucradas en el comercio a través del mar Báltico, por lo que presionaron a Dinamarca para que pusiese fin a la guerra antes de obtener una victoria decisiva. Los daneses, a pesar de estar bien equipados y fuertes, habían confiado demasiado en fuerzas mercenarias y Cristián IV, bajo ya de fondos, fue finalmente persuadido en 1613. El Tratado de Knäred se firmó el 21 de enero de ese mismo año con la mediación de Inglaterra.

## Consecuencias
Dinamarca recuperó el control sobre la ruta terrestre abierta por los suecos, incorporando Laponia a Noruega (y de esta forma pasando a control danés). Además, Suecia tuvo que pagar un alto rescate por dos fortalezas capturadas por Dinamarca. Suecia, sin embargo, consiguió una gran concesión: el libre derecho a comerciar a través del estrecho del Sund, estando exenta de pagar los peajes del Sund (derecho compartido con Inglaterra y Holanda). Dinamarca, por su parte, aumentó los aranceles al importante comercio que cruzaba el Sund, lo que disgustó a los Países Bajos, que buscaron rutas alternativas para abastecerse del crucial centeno báltico.
Uno de los hechos destacados de la guerra fue la batalla de Kringen, donde las fuerzas mercenarias escocesas fueron derrotados por milicianos del valle de Gudbrandsdal procedentes de las poblaciones de Lesja, Dovre, Vågå, Fron, Lom y Ringebu, constituyendo un de los hechos militares más importantes de la historia de Noruega, y que aún hoy día se sigue celebrando.